# Estación de Yeles y Esquivias
Yeles y Esquivias fue una estación de ferrocarril situada en el municipio español de Yeles, aunque también prestaba servicio al municipio de Esquivias, ambos pertenecientes a la provincia de Toledo. Estuvo operativa entre 1879 y 1988.

## Historia
La estación fue levantada originalmente como parte de la línea Madrid-Ciudad Real, de ancho ibérico. Dicha línea fue construida por la Compañía de los Caminos de Hierro de Ciudad Real a Badajoz (CRB) e inaugurada en 1879, si bien un año después pasaría a manos de la compañía MZA. La estación contaba con un pequeño edificio de viajeros y varias vías de servicio. Con el paso de los años alrededor de la estación se fue conformando un barrio residencial. En 1910 también se instaló en sus cercanías una factoría de la empresa Cementos Portland, construyéndose un enlace ferroviario con el recinto industrial.
En 1941, con la nacionalización de los ferrocarriles de ancho ibérico, las instalaciones pasaron a manos de RENFE. En enero de 1988 se clausuró la estación y la mayor parte de la línea Madrid-Ciudad Real debido a la construcción del Nuevo Acceso Ferroviario a Andalucía. La estación acabaría siendo demolida y la vía levantada.